# Kong Rong

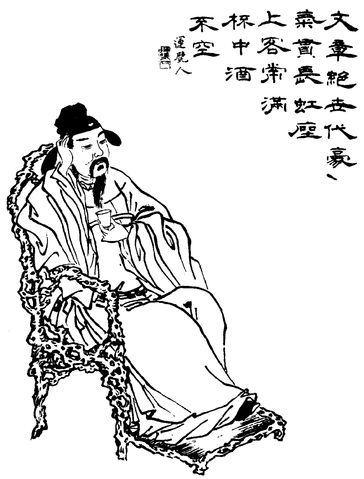
Künstlerische Darstellung von Kong Rong zur Zeit der Qing-Dynastie (1906)

Kong Rong (chinesisch 孔融, Pinyin Kǒng Róng, W.-G. K'ung Jung; * 153; † 208, Großjährigkeitsname (Zì) Wenju 文舉 / 文举) war ein Beamter, Dichter und einer der kleineren Warlords zur Zeit der Drei Reiche im alten China.
Kong Rong war ein Nachkomme von Konfuzius in der 20. Generation. Er war Gouverneur der Beihai-Kommandantur (北海郡, heutiges Weifang in der Provinz Shandong), daher ist er auch als Kong Beihai (孔北海) bekannt. Er wurde 196 von Yuan Tan besiegt und zog in die Hauptstadt Xuchang, wo er für Cao Cao dem Kaiser Han Xiandi diente. Weil Kong Rongs Effizienz und Ambitionen ihn zu einem ernsten Rivalen für Cao Cao werden ließen, ließ Cao Cao ihn 208 hinrichten.
Wegen seiner geistigen Wendigkeit und seines kunstvollen Schreibstils wird Kong Rong zu den Sieben Meistern der Jian’an-Periode (建安七子,  jiàn’ān qīzǐ) gezählt, einer Gruppe repräsentativer Literaten seiner Zeit, die nach der Regierungsdevise des Kaisers benannt sind. Allerdings ist sein Werk größtenteils verlorengegangen. Die überlieferten Verse stammen aus Anthologien der Ming- und Qing-Dynastie.
Die volkstümliche Geschichte Kǒng Róng ràng lí (孔融讓梨 / 孔融让梨) wird noch heute oft zur Kindeserziehung gebraucht, sie handelt vom Wert der Höflichkeit und Geschwisterliebe (禮讓 / 礼让,  lǐràng – „wörtlich Höflichkeit und Vortritt, sinngemäß Höflichkeit, Respekt und Liebe“): Der vierjährige Kong Rong soll seinen älteren und jüngeren Brüdern die größeren Birnen überlassen haben (融四歲，能讓梨 / 融四岁，能让梨,  Róng sì suì, néng ràng lí). Diese Geschichte wird auch in einem Lehrtext der Song-Dynastie verwendet, um die Tugend der Höflichkeit, Respekt und Liebe gegenüber den älteren bzw. jüngeren zu verdeutlichen und diesen den Vorrang zu überlassen.

## Leben

### Frühes Leben und Laufbahn
Kong Rong wurde im vormaligen Staat Lu (heutiges südliches Shandong und Teile des nördlichen Henan, Anhui und Jiangsu) geboren. Er zeigte seine geistige Wendigkeit schon im Kindesalter. Laut dem Epilog von Han von Sima Biao stattete Kong Rong als Jugendlicher einem berühmten Beamten namens Li Ying einen Besuch ab, obwohl dieser niemanden außer sehr bedeutenden oder nahestehenden Personen empfing. Kong Rong behauptete, sein Angehöriger zu sein, und wurde vor Li Ying gebracht. Dieser fragte ihn, inwiefern sie verwandt seien, und Kong Rong erwiderte, dass sein Ahne Konfuzius ein Student und Freund von Laotse gewesen sei, dessen Familienname Li lautet. Ein anderer Gast aber war nicht beeindruckt und bemerkte, dass ein kluger Jüngling selten ein fähiger Mann werde. Kong Rong aber entgegnete: „Dann nehme ich an, dass Ihr als Jüngling sehr schlau wart.“ Li Ying lachte darüber und prophezeite Kong Rong eine große Zukunft.
Als Kong Rong älter wurde, trat er in den Dienst der Östlichen Han-Dynastie ein. Er wurde in rascher Folge befördert und wurde im Jahr 190 (als Dong Zhuo bereits den Kaiserhof kontrollierte) zum Gouverneur der Beihai-Kommandantur ernannt, die in der Qing-Provinz lag. Diese Region war in den 180ern stark von Rebellen des Gelben Turbans befallen gewesen. Als Kong Rong seinen Dienst antrat, konzentrierte er sich auf den Wiederaufbau der Stadt und die Einrichtung von Schulen. Er förderte konfuzianistische Studien und überwachte die Begräbnisse derjenigen Flüchtlinge, die keine Angehörigen mehr hatten, die sich der Bestattungen hätten annehmen können. Während dieser Zeit wurde er von einer Armee der verbliebenen Gelben Turbane belagert, die von Guan Hai angeführt wurden. Kong Rong schickte Taishi Ci, um Liu Bei um Hilfe zu bitten. Liu Bei war damals Gouverneur von Pingyuan. Taishi Ci kam mit 3000 Elitesoldaten zurück, und die Rebellen zerstreuten sich. Im Jahre 195 wurde Kong Rong auf Liu Beis Vorschlag zum Gouverneur über die gesamte Qing-Provinz ernannt.

### Aufenthalt in Xuchang
Im nächsten Jahr (196) sandte der Warlord Yuan Shao seinen ältesten Sohn Yuan Tan, um die Qing-Provinz einzunehmen. Kong Rong wurde besiegt, und seine Familie gefangen genommen. Er selbst entkam in die Hauptstadt Xuchang, wo er später zum Geheimen Schatzmeister ernannt wurde. Während seines Aufenthalts in Xuchang ging Kong Rong oft gegen die Politik des Kanzlers Cao Cao vor, der damals den Kaiser Xian praktisch in seiner Gewalt hatte. Als Cao Cao nach einer Missernte ein Alkoholverbot verhängte, entgegnete ihm Kong Rong in einem Brief scharf: „Die Könige Jie und Zhou wurden oft von ihrem Begehren nach Frauen übermannt; warum verbietet Ihr da nicht die Ehe?“ Kong Rong wurde daraufhin von seinem Posten entlassen und bald darauf wieder eingesetzt – allerdings in einer rein titularen Position. Dennoch war seiner Gastfreundlichkeit wegen sein Haus stets mit Gästen gefüllt.
Während dieser Zeit freundete sich Kong Rong mit Mi Heng an, einem begabten Mann aus der Jing-Provinz (heutiges Hubei und Hunan). Obwohl sehr belesen, war Mi Heng doch gewöhnungsbedürftig und ungezwungen von Natur. Als er Xuchang erreichte, setzte er in einem Epigramm jeden Mann von Rang und Namen in der Stadt herab. Als er dann nach seiner Meinung gefragt wurde, wen er denn für begabt halte, antwortete Mi Heng: „An erster Stelle steht Kong Rong, dann kommt als Zweiter Yang Xiu.“ Kong Rong versuchte, ihn Cao Cao zu empfehlen, aber Mi Heng schlug auf einem von Cao Cao abgehaltenen Fest vor vielen Gästen nackt die Trommel und kritisierte dann Cao Cao vor dessen Haustür. Weil er Mi Heng nicht eigenhändig ermorden wollte, schickte Cao Cao den anmaßenden jungen Mann zu Liu Biao, dem Gouverneur der Jing-Provinz.
Im Jahre 198 schickte sich Cao Cao zu einer Konfrontation mit Yuan Shao an den Ufern des Gelben Flusses an. Kong Rong bezog einen pessimistischen Standpunkt und sagte Cao Caos Ratgeber Xun Yu, dass Yuan Shao wegen seiner guten Versorgung, weit überlegenen Truppenstärke und fähigen Offiziere schwer zu besiegen sein werde. Trotz allem gelang es Cao Cao, Yuan Shaos Schwächen zu nutzen und ihn später in der Schlacht von Guandu (200) zu besiegen. Zwei Jahre darauf starb Yuan Shao, und seine Söhne Yuan Tan und Yuan Shang stritten um sein Erbe.
Im Jahre 204 besiegte Cao Cao auch sie und nahm die Stadt Ye ein. Danach verheiratete er Frau Zhen mit seinem Sohn Cao Pi. Sie war vorher die Gemahlin von Yuan Xi gewesen, Yuan Shaos zweitem Sohn. Als Kong Rong davon hörte, schrieb er Cao Cao einen Brief: „Als König Wu von Zhou den Kaiser Zhou besiegte, vermählte er Daji2 mit dem Fürsten von Zhou, seinem Bruder.“ Im Glauben, dass Kong Rong ihn mit diesem Zitat preisen wolle, fragte Cao Cao ihn nach seiner Rückkehr nach der Quelle, aber Kong Rong sagte: „Da ich sehe, was in unseren Tagen geschieht, denke ich, dass es damals so gewesen sein muss.“
2: Daji war in der Legende eine wunderschöne Gemahlin von Kaiser Zhou, die den Niedergang der Shang-Dynastie verschuldet.

### Tod
Im Jahre 208 sprach Kong Rong vor einer Gesandtschaft Sun Quans schlecht von Cao Cao, der ihn daraufhin zum Tode verurteilte. Nach den Frühjahrs- und Herbstannalen von Wei von Sun Sheng spielten Kong Rongs zwei achtjährige Söhne3 gerade Go, als ihr Vater festgenommen wurde. Als andere sie zur Flucht drängten, sprachen sie:
Wie könnten ungebrochne Eier unter einem gestürzten Nest sein?
Dies wurde später ein chinesisches Sprichwort mit der Bedeutung: Das Leiden einer Gruppe betrifft alle ihre Mitglieder.
3: Nach dem Buch der Späteren Han waren es ein neunjähriger Sohn und eine siebenjährige Tochter.
In Liu Yiqings Werk Eine neue Erwägung der Geschichten der Welt steht eine märchenhaftere und deshalb unglaubwürdigere Geschichte, die aber ähnlich aufgebaut ist:
Nachdem Kong Rong mitsamt seiner gesamten Familie hingerichtet wurde, ließ man seinen Leib auf der Straße liegen. Keiner von den Hofbeamten, die ihm einst nahestanden, wagte es, den Leichnam für das Begräbnis aufzunehmen – bis auf Zhi Xi, der über Kong Rongs Leib fiel und schluchzte: „Nun, da du mich verlassen hast und in den Tod gegangen bist, zu wem könnte ich sprechen, der mich verstünde?“

## Literarische Stellung
Wenngleich Kong Rong in der Politik keine großen Erfolge erringen konnte, ist er doch unleugbar einer der führenden Literaten seiner Zeit, der sowohl für seine Prosa wie auch für seine Dichtung berühmt war. Mit sechs Dichtern seiner Zeit bildet er das Rückgrat des Jian’an-Stils. Gemeinsam waren sie als die Sieben Schüler der Jian’an bekannt. Der zivile Streit gegen Ende der Östlichen Han-Dynastie gab den Jian’an-Versen ihren feierlichen und doch anrührenden Ton, während auch Klage über die Flüchtigkeit des Lebens ein zentrales Thema dieser Periode darstellt. In der chinesischen Literaturgeschichte bilden die Jian’an-Verse den Übergang von den Volksliedern zur scholastischen Dichtung.
Kong Rongs hervorragende literarische Fähigkeiten wurden oft als ausgeklügelte, aber hohle Fassade verstanden – und zwar aus gutem Grund: Cao Pi bemerkte in seinem Diskurs über die Literatur, dass Kong Rongs Wörter Diskurse nicht aushielten und ihre Vernunft nicht überstünden, so dass sie fast wie purer Sarkasmus oder Meckerei wirkten.
Nach Kong Rongs Tod sammelte Cao Pi 25 seiner Gedichte und fasste sie in seinem Diskurs über die Literatur zusammen. Die meisten aber sind verloren und nur fünf sind uns überliefert, von denen die Authentizität zweier noch nicht gesichert ist. Neun Bände von Kong Rongs Prosa im Buch von Sui sind ebenfalls verloren. Was uns heute überliefert ist, wurde in Anthologien der Ming- und Qing-Dynastie entdeckt. Dies umschließt einige Briefe Kong Rongs an Cao Cao, in denen er dessen Politik kritisiert.